# Yuanguping (köpinghuvudort i Kina, Hunan Sheng, lat 29,02, long 110,72)
Yuanguping är en köpinghuvudort i Kina. Den ligger i provinsen Hunan, i den södra delen av landet, omkring 240 kilometer nordväst om provinshuvudstaden Changsha. Antalet invånare är 11 920. Befolkningen består av 5 703 kvinnor och 6 217 män. Barn under 15 år utgör 15,0 %, vuxna 15-64 år 70 %, och äldre över 65 år 13,0 %.
Runt Yuanguping är det ganska tätbefolkat, med 100 invånare per kvadratkilometer. Närmaste större samhälle är Qijiaping, 19,2 km sydost om Yuanguping. I omgivningarna runt Yuanguping växer i huvudsak blandskog.
Genomsnittlig årsnederbörd är 1 952 millimeter. Den regnigaste månaden är maj, med i genomsnitt 364 mm nederbörd, och den torraste är december, med 36 mm nederbörd.